# Chalkeia
Chalkeia  este un oraș în Grecia în prefectura Aetolia-Acarnania.